# Karl-Heinz Schmidt-Lauzemis
Karl-Heinz Schmidt-Lauzemis (* 1947 in Chemnitz) ist ein deutscher Schriftsteller, Drehbuch- und Hörspielautor.

## Leben
Schmidt-Lauzemis studierte Volkswirtschaft und arbeitete ab 1970 als Systemanalytiker bei IBM. 1973 entstand sein erstes Hörspiel Abschiedsbrief konnte nicht gefunden werden. Seit 1974 ist er freiberuflicher Autor. In diesem Jahr gründete er auch mit anderen die Künstlerinitiative Kulturplatz Dammweg. Neben zahlreichen Hörspielen und Features verfasste er Drehbücher u. a. zu dem Fernsehfilm Und plötzlich bist du draußen und mehreren Episoden der Serien Verbotene Liebe, Löwenzahn und Dr. Sommerfeld – Neues vom Bülowbogen und die Bücher  Ich war kein Held: Leben in der DDR: Protokolle  (mit Ralph Oehme;  Morgenbuch Verlag, 1993, ISBN 3-371-00370-1) und  Hinter den Wolken ist der Himmel blau / Beatrice Trixie Hübschmann (2013, ISBN 978-3-933974-33-4).
Sein Hörspiel Stille Helden siegen selten (mit Ralph Oehme) wurde im Oktober 1990 Hörspiel des Monats und 1991 mit dem Hörspielpreis der Kriegsblinden ausgezeichnet.

## Hörspiele
- 1973: Es gibt so viele Menschen auf der Welt – Regie und Sender: Nicht angegeben (Original-Hörspiel)
- 1974: Mit Co-Autor Werner Sünkenberg: Abschiedsbrief konnte nicht gefunden werden – Regie: Götz Naleppa (Originalhörspiel – RIAS)
- 1974: Mit den Co-Autoren Peter Kloss und Werner Sünkenberg: Es gibt 'ne ganze Menge Menschen, man muß nur hingucken – Regie: Die Autoren (Originalhörspiel, Originaltonhörspiel – RB)
- 1975: Mit den Co-Autoren Ingo Golembiewski und Werner Sünkenberg: LL – Lebenslänglich – Regie: Nicht angegeben (Originalhörspiel, Originaltonhörspiel – WDR/SFB)
- 1977: Anja oder Was tun? – Regie: Nicht angegeben (Originalhörspiel, Originaltonhörspiel – HR/RB)
- 1978: Schön wohnen – Keine weiteren Angaben vorhanden
- 1978: Fred S. – Ich wurde immer kleiner – Regie: Karl-Heinz Schmidt-Lauzemis (Originalhörspiel, Originaltonhörspiel – HR/RIAS)
- 1980: Mit den Co-Autoren Wolfgang Bauernfeind, Helmut Kopetzky und Manuela Reichart: Meine Heimatstadt Berlin – Regie: Wolfgang Bauernfeind (Feature, Originaltonhörspiel – SFB)
- 1980: Anjas Lehre – Regie: Karl-Heinz Schmidt-Lauzemis (Originalhörspiel, Originaltonhörspiel – RB)
- 1981: Erzähltes Leben 25: Wenn’s mal nicht mehr weitergeht – Regie: Karl-Heinz Schmidt-Lauzemis (Originalhörspiel, Originaltonhörspiel – HR)
- 1982: Mit Co-Autor Werner Sünkenberg: Anjas Lehre – Regie: Christian Gebert (Hörspiel – RB)
- 1985: Stichwort: 1945 – Stunde Null: Wer weiß, was ich morgen kann – Regie: Karl-Heinz Schmidt-Lauzemis (Originalhörspiel, Originaltonhörspiel – HR/RIAS)
- 1987: Stichwort: AIDS – Regie: Karl-Heinz Schmidt-Lauzemis (Hörspiel – HR)
- 1987: Mit Co-Autor Bert Schrickel: Crimetime: Der Mörder ist unter den letzten Gästen – Regie: Karl-Heinz Schmidt-Lauzemis (Originaltonhörspiel, Kriminalhörspiel – HR/SFB)
- 1990: Mit Co-Autor Ralph Oehme: Stille Helden siegen selten – Regie: Karl-Heinz Schmidt-Lauzemis; Ralph Oehme (Originalhörspiel, Originaltonhörspiel – Funkhaus Berlin/HR/SFB)
  - Auszeichnungen: Hörspiel des Monats Oktober 1990 und Hörspielpreis der Kriegsblinden 1991
- 1991: Wir sind keine Nazis – Regie: Nicht angegeben (Originaltonhörspiel – SFB/MDR)
- 1992: Mit Co-Autor Ralph Oehme: Rückblenden: Sächsische Sinfonie. Hörspiel in 4 Sätzen – Regie: Karl-Heinz Schmidt-Lauzemis, Ralph Oehme (Originaltonhörspiel – HR/MDR)
- 1993: Mit Co-Autor Bert Schrickel: Kindheiten – Geschichten aus der Erinnerung: Licht aus – und küssen – Regie: Karl-Heinz Schmidt-Lauzemis, Bert Schrickel (Originalhörspiel, Kinderhörspiel, Originaltonhörspiel – DS Kultur/Tonstudio am Südstern)
- 1995: Mit Co-Autor Bert Schrickel: Licht aus und küssen – Regie und Produktion: Karl-Heinz Schmidt-Lauzemis, Bert Schrickel (Originalhörspiel)
- 1997: Mit Co-Autorin Isabel Bayer: Sterne unter Tage – Die V2-Produktion in Mittelbau-Dora und die Karriere des Wernher von Braun – Regie: Isabel Bayer, Karl-Heinz Schmidt-Lauzemis (Feature – Deutschlandradio/MDR)
- 2008: Hahn zu – Regie: Alice Elstner (Feature – Deutschlandradio)